# Helnæs Bugt
Helnæs Bugt är en bukt i Danmark.   Den ligger i Region Syddanmark, i den södra delen av landet, 170 km väster om Köpenhamn.
Helnæs Bugt är en del av Lilla Bält och ligger mellan ön Helnæs och sydvästra Fyn.